# Avisail García
Avisail Antonio García (né le 12 juin 1991 dans l'État d'Anzoátegui, Venezuela) est un voltigeur des Ligues majeures de baseball évoluant avec les Marlins de Miami. 

## Carrière

### Tigers de Détroit
Avisail García signe son premier contrat professionnel en 2007 avec les Tigers de Détroit. Il fait ses débuts dans le baseball majeur avec les Tigers le 31 août 2012, graduant directement du niveau Double-A des ligues mineures. Le 1er septembre, il réussit son premier coup sûr au plus haut niveau, face au lanceur Nate Jones des White Sox de Chicago. Il maintient une moyenne au bâton de ,319 en 23 parties pour Détroit en 2012. L'année suivante, il frappe pour ,241 avec 2 circuits et 10 points produits pour les Tigers. Son premier circuit dans les majeures est réussi le 15 mai 2013 contre les Astros de Houston et leur lanceur Dallas Keuchel.

### White Sox de Chicago
Le 31 juillet 2013, García est échangé aux Red Sox de Boston avec le lanceur droitier Brayan Villarreal. Les Tigers obtiennent l'arrêt-court José Iglesias dans cette transaction à trois clubs. García est immédiatement transféré aux White Sox de Chicago pour compléter le transfert du lanceur droitier Jake Peavy vers Boston.